# Copa del Rey de baloncesto 2011
La 75.ª edición de la Copa del Rey de baloncesto se disputó en el Palacio de Deportes de la Comunidad Autónoma de Madrid del 10 al 13 de febrero de 2011.
La elección de esta sede fue posible gracias al convenio que se rubricó el 7 de octubre de 2008 entre la Comunidad de Madrid y la ACB, en el cual, ambas partes se comprometieron a celebrar esta importante competición en el Palacio de Deportes de Madrid en temporadas alternas durante los años 2009, 2011 y 2013.
En dicho convenio estuvieron presentes el consejero delegado de deportes de la CAM, Alberto López Viejo, así como el presidente de la ACB, Eduardo Portela, y el de la Federación Española de Baloncesto, José Luis Sáez, además de varias personalidades vinculadas al baloncesto madrileño; bajo el deseo, todos ellos, de que esta competición formase parte del calendario de eventos promocionales que ayudasen a la ciudad de Madrid a ganar la carrera para albergar los Juegos Olímpicos de 2016.
Con este golpe de efecto, también se pretendía construir una candidatura imbatible para optar a la organización del Mundobasket 2014 en España. Estas serían las "guindas" que se pretendían comprometer para afianzar a la capital madrileña como un referente deportivo a nivel mundial.
Esta especial edición de las "Bodas de Diamante" de la Copa del Rey, la competición más dinámica y atractiva del baloncesto nacional actual, volvía al escenario en donde se disputó la primera edición en 1933, bajo el nombre de Copa de España, y que en 2011 era la décima ocasión en que se celebraba en la capital española. Las nueve ediciones anteriores se disputaron en las temporadas 1932-1933 y 1935-1936 como Copa de España; 1940-1941, 1948-1949, 1953-1954, 1955-1956 y 1959-1960 como Copa del Generalísimo y en 1992-1993, 2005-2006 y 2008-2009 ya como Copa del Rey.

## Desarrollo
|  | Cuartos de final           | Cuartos de final   |                            |                    | Semifinales   | Semifinales   |  |                 | Final         | Final         |  |
|  | 10 y 11 de febrero         | 10 y 11 de febrero |                            |                    | 12 de febrero | 12 de febrero |  |                 | 13 de febrero | 13 de febrero |  |
|  |                            |                    |                            |                    |               |               |  |                 |               |               |  |
|  |                            |                    |                            |                    |               |               |  |                 |               |               |  |
|  | MMT Real Madrid            | 78                 |                            |                    |               |               |  |                 |               |               |  |
|  | MMT Real Madrid            | 78                 |                            |                    |               |               |  |                 |               |               |  |
|  | Gran Canaria 2014          | 72                 |                            |                    |               |               |  |                 |               |               |  |
|  | Gran Canaria 2014          | 72                 |                            | MMT Real Madrid    | 69            |               |  |                 |               |               |  |
|  |                            |                    |                            | MMT Real Madrid    | 69            |               |  |                 |               |               |  |
|  |                            |                    | Power Electronics Valencia | 59                 |               |               |  |                 |               |               |  |
|  | Blancos Rueda Valladolid   | 60                 | Power Electronics Valencia | 59                 |               |               |  |                 |               |               |  |
|  | Blancos Rueda Valladolid   | 60                 |                            |                    |               |               |  |                 |               |               |  |
|  | Power Electronics Valencia | 83                 |                            |                    |               |               |  |                 |               |               |  |
|  | Power Electronics Valencia | 83                 |                            |                    |               |               |  | MMT Real Madrid | 60            |               |  |
|  |                            |                    |                            |                    |               |               |  | MMT Real Madrid | 60            |               |  |
|  |                            |                    | Regal FC Barcelona         | 68                 |               |               |  |                 |               |               |  |
|  | Regal FC Barcelona         | 86                 | Regal FC Barcelona         | 68                 |               |               |  |                 |               |               |  |
|  | Regal FC Barcelona         | 86                 |                            |                    |               |               |  |                 |               |               |  |
|  | DKV Joventut               | 66                 |                            |                    |               |               |  |                 |               |               |  |
|  | DKV Joventut               | 66                 |                            | Regal FC Barcelona | 92            |               |  |                 |               |               |  |
|  |                            |                    |                            | Regal FC Barcelona | 92            |               |  |                 |               |               |  |
|  |                            |                    | Caja Laboral Baskonia      | 73                 |               |               |  |                 |               |               |  |
|  | Caja Laboral Baskonia      | 76                 | Caja Laboral Baskonia      | 73                 |               |               |  |                 |               |               |  |
|  | Caja Laboral Baskonia      | 76                 |                            |                    |               |               |  |                 |               |               |  |
|  | Bizkaia Bilbao Basket      | 74                 |                            |                    |               |               |  |                 |               |               |  |
|  | Bizkaia Bilbao Basket      | 74                 |                            |                    |               |               |  |                 |               |               |  |
|  |                            |                    |                            |                    |               |               |  |                 |               |               |  |

## Cuartos de final
| 10 de febrero de 2011 | Blancos de Rueda Valladolid           | 60–83                                 | Power Electronics Valencia             | |  |
| 19:00 GTM+1           | Parciales: 16-19, 14-25, 14-18, 16-21 | Parciales: 16-19, 14-25, 14-18, 16-21 | Parciales: 16-19, 14-25, 14-18, 16-21  | |  |
|                       | Estadísticas García 15 Báez 8 Dumas 2 | Reporte Pts Reb Asts                  | Estadísticas Claver 19 Claver 9 Cook 6 | Pabellón: Palacio de los Deportes, Madrid Asistencia: 9,550 espectadores Árbitros: Hierrezuelo, Conde, Cortés Televisión: FORTA & Teledeporte |  |

| 10 de febrero de 2011 | Real Madrid                                            | 78–72                                 | Gran Canaria 2014                             | |  |
| 21:30 GTM+1           | Parciales: 14-21, 25-13, 17-17, 22-21                  | Parciales: 14-21, 25-13, 17-17, 22-21 | Parciales: 14-21, 25-13, 17-17, 22-21         | |  |
|                       | Estadísticas Rodríguez 17 Suárez 7 Rodríguez, Suárez 3 | Reporte Pts Reb Asts                  | Estadísticas Carroll 30 Rey 9 three players 3 | Pabellón: Palacio de los Deportes, Madrid Asistencia: 12,500 espectadores Árbitros: De la Maza, Pérez Pérez, Carlos Peruga Televisión: Teledeporte |  |

| 11 de febrero de 2011 | Bizkaia Bilbao Basket                        | 74–76                                        | Caja Laboral                                       | |  |
| 19:00 GTM+1           | Parciales: 24 - 20, 19 - 16, 15 - 15, 18 -23 | Parciales: 24 - 20, 19 - 16, 15 - 15, 18 -23 | Parciales: 24 - 20, 19 - 16, 15 - 15, 18 -23       | |  |
|                       | Estadísticas Huertas 18 Batista 7 Huertas 10 | Reporte Pts Reb Asts                         | Estadísticas Vasileiadis 31 Mavroeidis 8 Jackson 4 | Pabellón: Palacio de los Deportes, Madrid Asistencia: 12,850 espectadores Árbitros: J.A. Martín Bertrán, J.R. García Ortiz, Lluis Guirao Televisión: FORTA & Teledeporte |  |

| 11 de febrero de 2011 | Regal FC Barcelona                               | 86–66                                         | DKV Joventut                                     | |  |
| 21:30 GTM+1           | Parciales: 24 - 18, 19 - 15, 15 - 19, 28 - 14    | Parciales: 24 - 18, 19 - 15, 15 - 19, 28 - 14 | Parciales: 24 - 18, 19 - 15, 15 - 19, 28 - 14    | |  |
|                       | Estadísticas N'Dong 18 Rubio, Morris 6 Lakovič 6 | Reporte Pts Reb Asts                          | Estadísticas Hosley, McDonald 13 Trias 8 Trias 6 | Pabellón: Palacio de los Deportes, Madrid Asistencia: 12950 espectadores Árbitros: Redondo, Vicente Bultó, Oscar Perea Televisión: Teledeporte |  |

## Semifinales
| 12 de febrero de 2011 | Power Electronics Valencia                         | 59–69                                  | Real Madrid                                  | |  |
| 18:00 GTM+1           | Parciales: 11-14, 16-21, 19- 13, 23-11             | Parciales: 11-14, 16-21, 19- 13, 23-11 | Parciales: 11-14, 16-21, 19- 13, 23-11       | |  |
|                       | Estadísticas Martínez 19 Claver 4 Martìnez, Cook 2 | Reporte Pts Reb Asts                   | Estadísticas Suárez 16 Mirotić 4 Rodríguez 5 | Pabellón: Palacio de los Deportes, Madrid Asistencia: 13045 espectadores Árbitros: J.A. Martín Bertrán, J.R. García Ortiz, Vicente Bultó Televisión: Teledeporte |  |

| 12 de febrero de 2011 | Caja Laboral                                    | 73–92                                 | Regal FC Barcelona                                 | |  |
| 20:30 GTM+1           | Parciales: 11-21, 25-18, 13-23, 24-30           | Parciales: 11-21, 25-18, 13-23, 24-30 | Parciales: 11-21, 25-18, 13-23, 24-30              | |  |
|                       | Estadísticas Logan, Barać 15 Barac 8 Huertas 10 | Reporte Pts Reb Asts                  | Estadísticas Navarro 26 Perović 8 Rubio, Navarro 3 | Pabellón: Palacio de los Deportes, Madrid Asistencia: 13045 espectadores Árbitros: Daniel Hierrezuelo, Redondo, Antonio Conde Televisión: FORTA & Teledeporte |  |

## Final
| 13 de febrero de 2011 | Real Madrid                            | 60–68                                 | Regal FC Barcelona                       | |  |
| 18:00 GTM+1           | Parciales: 17-19, 13-11, 13-18, 17-20  | Parciales: 17-19, 13-11, 13-18, 17-20 | Parciales: 17-19, 13-11, 13-18, 17-20    | |  |
|                       | Estadísticas Tomić 12 Suárez 9 Tomić 3 | Reporte Pts Reb Asts                  | Estadísticas Anderson 19 N'Dong 9 Sada 6 | Pabellón: Palacio de los Deportes, Madrid Asistencia: 13.045 espectadores Árbitros: J.A. Martín Bertrán, Daniel Hierrezuelo, Redondo Televisión: FORTA & Teledeporte |  |

| Campeón de la Copa del Rey 2011 |
| ------------------------------- |
| Regal Barcelona 22.º título     |

## MVP de la Copa
- Alan Anderson